# Vigor Lamezia
Vigor Lamezia  là một câu lạc bộ bóng đá Ý, có trụ sở tại Lamezia Terme, Calabria.

## Lịch sử
Câu lạc bộ được thành lập vào năm 1919 và được thành lập lại vào năm 1995.
Vigor Lamezia đạt đến điểm quan trọng nhất trong lịch sử của mình với vị trí thứ 9 tại mùa giải Serie C 1947-48.
Trong mùa giải 2013-14, đội đã được thăng hạng lên Lega Pro

## Màu sắc và huy hiệu
Màu sắc của đội là xanh lá cây và trắng.

## Sân vận động
Đội chơi ở Stadio Guido D'Ippolito có sức chứa 5,842.

## Người chơi

### Đội hình hiện tại
| S.T.T. |         | Vị trí | Cầu thủ                                 |
| ------ | ------- | ------ | --------------------------------------- |
|        | Italy   | GK     | Antonio Mercuri                         |
|        | Italy   | DF     | Alessandro Pirelli                      |
|        | Italy   | DF     | Filippo Gattari                         |
|        | Italy   | DF     | Liberato Filosa                         |
|        | Italy   | DF     | Emanuele Malerba                        |
|        | Italy   | DF     | Fabrizio Di Bella                       |
|        | Italy   | DF     | Francesco Di Marco (on loan from Genoa) |
|        | Italy   | DF     | Francesco Rapisarda                     |
|        | Italy   | DF     | Cristiano Spirito                       |
|        | Croatia | DF     | Petar Kostadinović                      |
|        | Italy   | MF     | Diego De Giorgi                         |
|        | Italy   | MF     | Pietro Voltasio                         |

| No. |        | Position | Player                                  |
| --- | ------ | -------- | --------------------------------------- |
|     | Italy  | MF       | Salvatore Papa                          |
|     | Italy  | MF       | Simone Battaglia (on loan from Roma)    |
|     | Italy  | MF       | Fabio Scarsella                         |
|     | Italy  | FW       | Orlando Held (on loan from Genoa)       |
|     | Italy  | FW       | Giovanbattista Catalano                 |
|     | Italy  | FW       | Francesco Umbaca                        |
|     | Italy  | FW       | Stefano Del Sante                       |
|     | Italy  | FW       | Umberto Improta (on loan from L'Aquila) |
|     | Italy  | FW       | Antonio Montella                        |
|     | Poland | FW       | Patryk Parol (on loan from Novara)      |
|     | Italy  | FW       | Emanuele Marra (on loan from Novara)    |
|     | Italy  | FW       | Antonino Bonvissuto                     |